# Allison Hayes

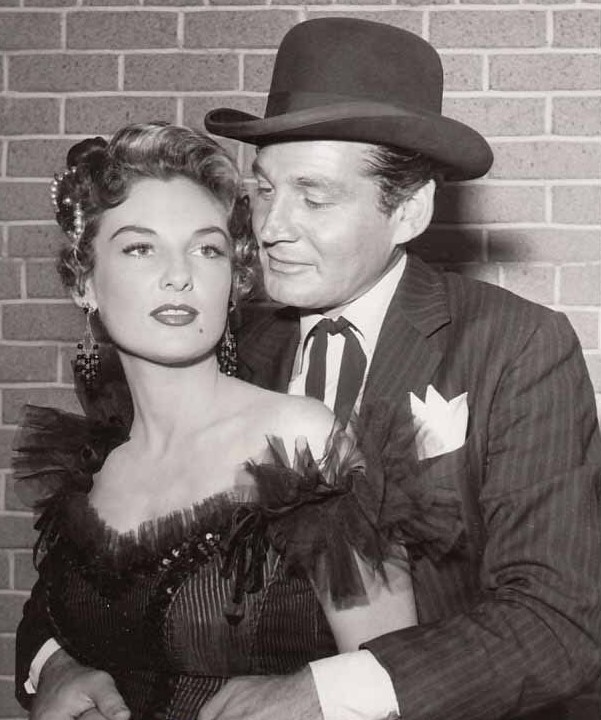
Hayes cu Gene Barry în Bat Masterson (1958).

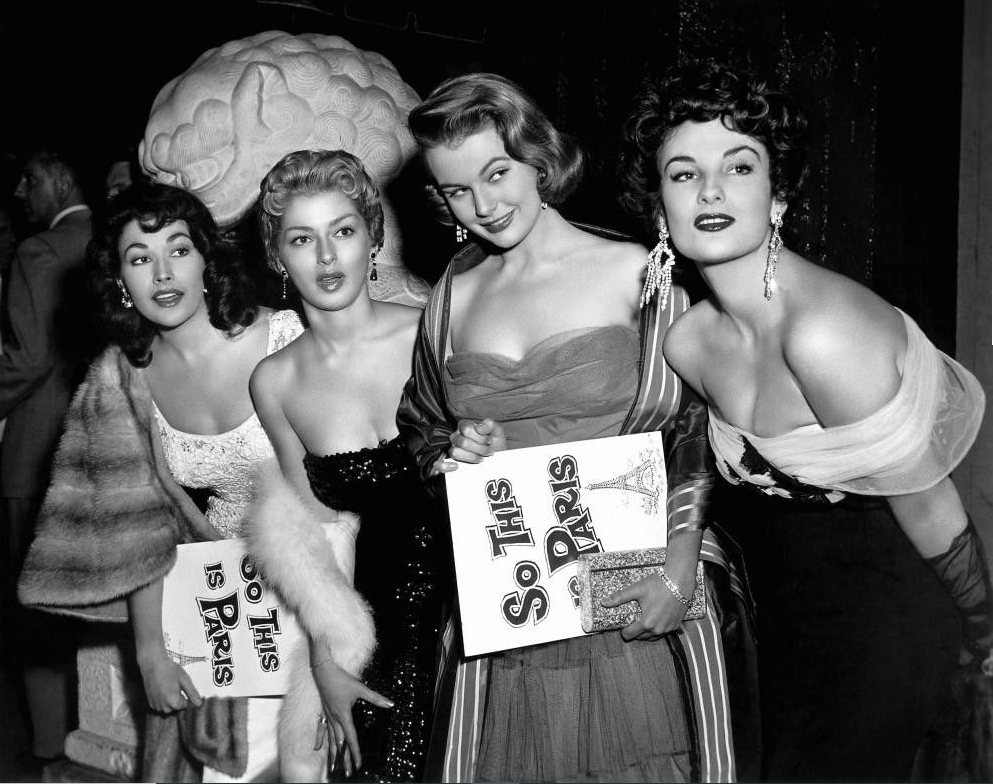
De la stânga la dreapta, Mara Corday, Kathleen Hughes, Myrna Hansen, și Hayes în So This Is Paris (1954).

Allison Hayes (n. 6 martie 1930, Charleston, SUA – d. 27 februarie 1977, San Diego, California, SUA) a fost o actriță și model americană.

## Primii ani
Allison Hayes s-a născut ca Mary Jane Hayes, fiica sa fiind William E. Hayes (1880–1959) și Charlotte Gibson Hayes (1893–1977), în Charleston, Virginia de Vest. A urmat cursurile liceului Calvin Coolidge. Hayes a câștigat titlul de Miss Columbia. În 1949 a concurat pentru titlul Miss America. Deși nu a câștigat, acest lucru i-a oferit oportunitatea de a lucra la televiziunea locală înainte de a se muta la Hollywood pentru a lucra la Universal în 1954.

## Carieră
Hayes și-a făcut debutul în cinematografie în comedia Francis Joins the WACS (1954). Al doilea ei film, Sign of the Pagan, i-a oferit un rol major alături de Jack Palance. Allison și-a rupt coastele în timpul filmărilor și s-a certat cu casa de producție. În cele din urmă, a fost eliberată din contract și a semnat cu Columbia Pictures în 1955.
Primul ei film pentru Columbia, Chicago Syndicate, nu a necesitat nimic mai mult decât o notă de glamour. Count Three and Pray a fost următorul ei film și rolul preferat al lui Hayes, jucând alături de Van Heflin.
În 1958, Hayes a devenit un simbol al filmelor de serie B când a jucat în Attack of the 50 Foot Woman, unde a fost transformată într-o femeie uriașă de o întâlnire cu extratereștri. Acest film a devenit un film de cult.

## Filmografie
| Filme de cinema      | Filme de cinema                    | Filme de cinema              | Filme de cinema                                                       |
| An                   | Titlu                              | Rol                          | Note                                                                  |
| -------------------- | ---------------------------------- | ---------------------------- | --------------------------------------------------------------------- |
| 1954                 | Francis Joins the WACS             | Locotenentul Dickson         |                                                                       |
| 1954                 | Semnul păgânului                   | Ildico                       |                                                                       |
| 1955                 | So This Is Paris                   | Carmen                       | Titluri alternative: Trei gloanțe din Paris și Deci acesta este Paree |
| 1955                 | The Prodigal                       | Rol secundar                 | Neacreditat                                                           |
| 1955                 | The Purple Mask                    | Irene de Bournotte           |                                                                       |
| 1955                 | Double Jeopardy                    | Barbara Devery               | Titluri alternative: Crooked Ring                                     |
| 1955                 | Chicago Syndicate                  | Joyce Kern, alias Sue Morton |                                                                       |
| 1955                 | Count Three and Pray               | Georgina Decrais             | Titluri alternative: The Calico Pony                                  |
| 1956                 | The Steel Jungle                   | Mrs. Archer                  |                                                                       |
| 1956                 | Mohawk                             | Greta Jones                  |                                                                       |
| 1956                 | Gunslinger                         | Erica Page                   |                                                                       |
| 1957                 | The Undead                         | Livia                        |                                                                       |
| 1957                 | Zombies of Mora Tau                | Mona Harrison                | Titluri alternative: The Dead That Walk                               |
| 1957                 | The Unearthly                      | Grace Thomas                 |                                                                       |
| 1957                 | The Disembodied                    | Tonda Metz                   |                                                                       |
| 1958                 | Attack of the 50 Foot Woman        | Nancy Fowler Archer          | ca personaj din titlu                                                 |
| 1958                 | Wolf Dog                           | Ellen Hughes                 |                                                                       |
| 1958                 | A Lust to Kill                     | Sherry                       |                                                                       |
| 1958                 | Hong Kong Confidential             | Elena Martine                |                                                                       |
| 1959                 | Pier 5, Havana                     | Monica Gray                  |                                                                       |
| 1959                 | Counterplot                        | Connie Lane                  |                                                                       |
| 1960                 | The Hypnotic Eye                   | Justine                      |                                                                       |
| 1960                 | The High Powered Rifle             | Sharon Hill                  | Titluri alternative: Duel in the City                                 |
| 1963                 | The Crawling Hand                  | Donna                        | Titluri alternative: Don't Cry Wolf                                   |
| 1963                 | Who's Been Sleeping in My Bed?     | Mrs. Grayson                 |                                                                       |
| 1965                 | Tickle Me                          | Mabel                        |                                                                       |
| Filme de televiziune |                                    |                              |                                                                       |
| An                   | Titlu                              | Rol                          | Note                                                                  |
| 1955                 | Four Star Playhouse                | Christine                    | 1 episode                                                             |
| 1957                 | The Ford Television Theatre        | Marian Abbott                | 1 episode                                                             |
| 1957                 | Death Valley Days                  | Mary Granger                 | 1 episode                                                             |
| 1957                 | The Millionaire                    | Linda Kendall                | 1 episode                                                             |
| 1957                 | The Web                            | Blonde                       | 1 episode                                                             |
| 1957–1959            | Tombstone Territory                | Various roles                | 4 episodes                                                            |
| 1958                 | Cool and Lam                       | Evaline Dell                 | Pilot de televiziune                                                  |
| 1958–1960            | Bat Masterson                      | Ellie Winters                | 7 episodes                                                            |
| 1959                 | Mike Hammer                        | Miriam Courtney              | 1 episode                                                             |
| 1959                 | The Rough Riders                   | Ellen Johnston               | 1 episode                                                             |
| 1959                 | Markham                            | Marina                       | 1 episode                                                             |
| 1959                 | Captain David Grief                | Melba                        | 1 episode                                                             |
| 1959                 | World of Giants                    |                              | 1 episode                                                             |
| 1959                 | Rawhide                            | Rose Morton                  | 1 episode                                                             |
| 1959                 | The Alaskans                       | Stella                       | 1 episode                                                             |
| 1960                 | Richard Diamond, Private Detective | Angel Case                   | 1 episode                                                             |
| 1960                 | Men into Space                     | Mandy Holcomb                | 1 episode                                                             |
| 1960                 | 77 Sunset Strip                    | Marianne Winston             | Episode: "The Parallel Caper"                                         |
| 1960                 | The Untouchables                   | Mrs. Charles "Pops" Felcher  | 1 episode                                                             |
| 1960–1965            | Perry Mason                        | Various roles                | 5 episodes                                                            |
| 1961                 | Acapulco                           | Chloe                        | Episode: "Bell's Half Acre"                                           |
| 1961                 | The Case of the Dangerous Robin    |                              | 1 episode                                                             |
| 1961                 | Dick Powell's Zane Grey Theatre    | Millie                       | 1 episode                                                             |
| 1961                 | Laramie                            | Francie                      | 1 episode                                                             |
| 1961                 | Surfside 6                         | Lotta                        | Episode: "Prescription for Panic"                                     |
| 1962                 | Ripcord                            | Laura Coulter                | 1 episode                                                             |
| 1962                 | Bachelor Father                    | Loretta                      | 1 episode                                                             |
| 1962                 | Kraft Mystery Theatre              |                              | 1 episode                                                             |
| 1963–1964            | General Hospital                   | Priscilla Longsworth         | Episoade necunoscute                                                  |
| 1966                 | The F.B.I.                         | Anne Frazier                 | 1 episode                                                             |
| 1967                 | The Iron Horse                     | Dana                         | 1 episode                                                             |
| 1967                 | Gomer Pyle, U.S.M.C.               | Rose Pilchek                 | 2 episodes, (aspectul final)                                          |